# Voalte
Voalte — компания по разработке программного обеспечения для клинической коммуникации со штаб-квартирой в Сарасоте, Флорида .

## История
Voalte была основана в 2008 году Треем Лодердейлом, Оскаром Каллехасом, Бенджамином Кингом и бывшим руководителем Microsoft и Apple Робом Кэмпбеллом. В октябре 2012 года компания получила финансирование в размере 6 миллионов долларов для увеличения размера компании до 150 к концу 2013 года и продолжения разработки продукта. В настоящее время Voalte имеет более 60 000 телефонов Apple iPhone, Zebra MC40-HC, Spectralink PIVOT и Honeywell Dolphin CT50h, установленных в 290 больницах по всей стране, которыми пользуются 215 000 специалистов здравоохранения. Развертывание варьируется от 25 до 3800 телефонов в системах здравоохранения с несколькими учреждениями.
Voalte установлен в таких больницах, как Больницы и клиники Университета Айовы, Медицинский центр Сидарс-Синай, Детская больница Техаса и Система здравоохранения Сарасота Мемориал . Больница Sarasota Memorial Hospital одним из первых внедрила Voalte, вложив в систему 750 000 долларов. В феврале 2014 года компания со 150 сотрудниками получила от Bedford Funding инвестиции в размере 35,9 млн долларов на расширение своей команды и улучшение продуктов.
Исполнительная команда : Трей Лодердейл — основатель и генеральный директор Voalte. Трей окончил Университет Флориды со степенью бакалавра в области промышленного проектирования и получил степень магистра предпринимательства в Колледже бизнеса Уоррингтона Университета Флориды. До своей должности в Voalte Трей имел опыт работы в сфере здравоохранения в таких компаниях, как Siemens и Emergin .
Оскар Каллехас — главный специалист по опыту и руководитель отдела услуг. Окончил Университет Майами по двум специальностям: управление бизнесом, международные финансы и маркетинг. Получил степень магистра предпринимательства в Бизнес-колледже Университета Флориды в Уоррингтоне.
Роб Кэмпбелл — бывший руководитель Microsoft и Apple, а также основатель PowerPoint. Роб помог запустить Voalte в 2008 году и передал бразды правления Трею Лодердейлу в качестве президента в марте 2013 года
В 2019 году Hillrom Holdings приобрела Voalte примерно за 180 миллионов долларов.

## Платформа Voalte
Платформа Voalte — комплексное решение для коммуникации в сфере здравоохранения которое включает следующие приложения Voalte и интегрируется с существующими больничными системами.

## Voalte One
Voalte One — приложение для смартфонов для клинической коммуникации. Приложение включает в себя три компонента: голосовые вызовы, уведомления о тревоге и текстовые сообщения. Голосовые вызовы передаются в больничную систему VoIP через больничную АТС и систему Wi-Fi. Уведомления о тревоге поступают через интеграцию с больничными системами и устройствами. Текстовые сообщения отправляются в приложении с использованием каталога контактов.
Voalte One доступен для iOS на iPhone и для Android на Zebra MC40-HC, Spectralink PIVOT и Honeywell Dolphin CT50h. MC40-HC также включает встроенный 2D-сканер штрих-кодов для облегчения приёма лекарств.

## Voalte Me
Voalte Me связывает лиц, осуществляющих уход за пределами больницы, с пользователями Voalte One внутри больницы. С помощью личных смартфонов бригады по уходу общаются и сотрудничают через сотовую сеть или Wi-Fi. Voalte Me предоставляет врачам и другим клиницистам более безопасную альтернативу стандартным текстовым сообщениям.

## Voalte Messenger
Voalte Messenger — веб-клиент, который позволяет сотрудникам на рабочем месте обмениваться защищенными текстовыми сообщениями с пользователями Voalte One и Voalte Me с настольных компьютеров, ноутбуков или рабочих станций на колесах.

## Voalte Connect
Voalte Connect — система управления мобильными устройствами, которая активирует, отслеживает и поддерживает устройства через защищенную платформу. Она использует технологию платформы Airwatch и позволяет больницам управлять смартфонами из центрального пункта больницы.